# Нылгинский район
Нылги́нский райо́н (Нылги́-Жикьи́нский райо́н) — административно-территориальная единица в составе Удмуртской АССР (до 1932 года — Вотской АО) с 1929 по 1963 годы. 
Административный центр — село Нылга.
На 1 января 1931 года численность населения района составляла 24 908 человек.

## Нылги-Жикьинский район
Район образован 15 июля 1929 года, в результате районирования Вотской АО (замены уездно-волостной административно-территориальной структуры на районную). В его состав вошли 11 сельсоветов Нылги-Жикьинской волости Ижевского уезда: Косоевский, Красный (Романовский), Кулябинский, Кыйлудский, Лоллезский, Нылги-Жикьинский, Парсьгуртский, Пычасский, Сяртчигуртский, Турунгуртский и Урдогуртский. Район был упразднён 1 января 1932 года, его территория разделена между Можгинским и Вавожским районами.

## Нылгинский район
Повторно район образован 23 января 1935 года, в составе 12 сельсоветов переданных из Вавожского, Можгинского и Малопургинского районов: Косоевского, Кулябинского, Кыйлудского, Нылгинского, Сяртчигуртского, Турунгуртского, Красного, Лоллез-Жикьинского, Парсьгуртского, Русско-Пычасского, Большенорьинского и Среднепостолького.
27 марта 1935 года при разукрупнении Большенорьинского сельсовета образован Капустинский сельсовет. 12 июля 1951 года при разукрупнении Сяртчигуртского сельсовета образован Областновский сельсовет. В результате реформы 1954 года, проведено укрупнение сельсоветов: Нылгинский, Косоевский и Лоллезский сельсоветы объединены в Нылгинский сельсовет, Кыйлудский и Сяртчигуртский — в Кыйлудский сельсовет, Большенорьинский и Капустинский — в Большенорьинский сельсовет. Количество сельсоветов сокращено до 10. 15 февраля 1960 года Русско-Пычасский сельсовет переименован в Петропавловский сельсовет.
Указом Президиума Верховного Совета РСФСР от 1 февраля 1963 года район был упразднён, его территория разделена между Можгинским, Ижевским и Увинским сельскими районами и Увинским промышленным районом.